# Therese Roßbach
Therese Roßbach, geborene Sembritzki (* 18. August 1861 in Gut Palmnicken, Samland, Ostpreußen; † 24. Mai 1953 in Sellin, Rügen) war eine deutsche Stifterin und Sozialpädagogin. Sie zeichnete sich durch ein hohes soziales Engagement insbesondere für uneheliche Kinder aus sozial schwachen Schichten aus. Sie war Mitbegründerin von mehreren Einrichtungen der Wohlfahrt in Leipzig, der landwirtschaftlichen Frauenschule "Arwedshof" und eines  Säuglings- und Kinderheim in Sellin/Rügen.

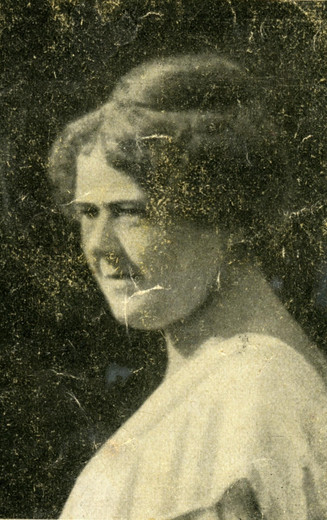
Porträt von Therese Roßbach

## Leben
Therese Roßbach wuchs in wohlhabenden Verhältnissen auf. Der Vater war Gustav Richard Adalbert Sembritzki (* 26. November 1827; † 3. Oktober 1898), Gerichtsassessor und späterer Gutsbesitzer, Stifter und Stadtverordneten-Vorsteher in Fürstenwalde bei Berlin. Ihre Mutter war Johanna Dorothea Caroline Therese, geborene Stein (* 5. April 1831; † circa 1884). Schon frühzeitig wurde das soziale Engagement von Therese durch ihre Mutter gefördert. Hierbei standen Themen der Frauenrechtsbewegung im Vordergrund. Auch ihr inzwischen geschiedener Vater war in Fürstenwalde als Stifter und sozial engagierter Stadtverordnetenvorsteher in Erscheinung getreten. Schon 1878, also mit nur 17 Jahren, wurde das Wirken von Therese Sembritzki und ihrer Mutter in der Zeitschrift „Neue Bahnen“, dem Organ des Allgemeinen Deutschen Frauenvereins (ADF) gewürdigt. Insbesondere dem Schicksal von Kindern und vaterlosen Kleinkindern in der Großstadt galt ihre Aufmerksamkeit.
Zitat: „Da ich selber kinderlos war, suchte ich mich als Frau sozial zu betätigen... Die praktische Ausbildung der weiblichen Jugend war mir bei weitem das Wichtigste.“ (Therese Roßbach, 1931)
Die beiden Frauen zogen gemeinsam bis zu 14 Pflegekinder („Pfleglinge“) auf ihren ländlichen Familiengütern groß. Als Thereses Mutter 1884 starb, kümmerte sie sich um sechs dieser Kinder im Alter von 2–8 Jahren. Sie nahm diese Pflegekinder auch mit nach Leipzig, nachdem sie den bedeutenden Leipziger Architekten, den Königlich Sächsischen Baurat Arwed Roßbach(* 24. November 1844; † 31. Dezember 1902) heiratete, dessen erste Frau schon 1887 verstorben war. Roßbachs erste Frau war ebenfalls in der Leipziger Frauenrechtsbewegung engagiert, zusammen mit der Frauenrechtlerin Henriette Goldschmidt. Therese Sembritzki nahm sich seiner 4 Kinder aus erster Ehe an, während er Vormund der von ihr mitgebrachten Pflegekinder wurde. Gemeinsame Kinder hatte das Ehepaar nicht.

## Wirken
Therese Roßbach engagierte sich in Leipzig zunächst in der Sektion Kindergarten des "Vereins für Familien- und Volkserziehung" von Henriette Goldschmidt.
Zusammen mit ihrem Mann, der 1891 bereits für die Salomonstiftung in Leipzig-Reudnitz Arbeiterwohnhäuser errichtet hatte, entwarfen sie Baupläne. Therese Roßbach stellte das Grundstück mit Bauantrag vom 1. Juni 1898 zur Verfügung. Gemeinsam gründeten sie im selben Jahr 1898 den "Verein Ostheim" zur Errichtung von Mietwohnungen für kinderreiche Arbeiterfamilien in Leipzig-Sellerhausen. Therese ermöglichte die Gesamtfinanzierung in Millionenhöhe durch "die von ihr geopferten 100 000 Mark". Bis 1906 wurden hier 352 Mietwohnungen für 2057 Personen, davon 1410 Kinder, errichtet. Zum "Ostheim" gehörten Kindergarten, Mädchenhort, Knabenhort, Volksbibliothek, Turnverein, Werkstätten für Jungen, Wäschemangel, Badestube, gestaltete Höfe und Gärten sowie das jährliche Kinderfest. Nach dem frühen Tod ihres Mannes am Silvesterabend 1902 führte sie die Tätigkeiten im Vorstand des „Ostheim“ fort.

Im Sommer 1904 erwarb sie ein Gut in Elbisbach bei Leipzig. Hier errichtete sie eine Ausbildungsstätte für junge Frauen. Sie benannte das Frauenbildungsprojekt nach ihrem Mann „Arwedhof“ und führte die Einrichtung bis 1912 als Schulleiterin. Ab 1914 versuchte sie, ein Säuglings- und Kinderheim anzugliedern. Dieses gelang aber aus finanziellen Gründen nicht, woran auch der Erste Weltkrieg und die Einquartierung von Soldaten wesentlichen Anteil hatten. 

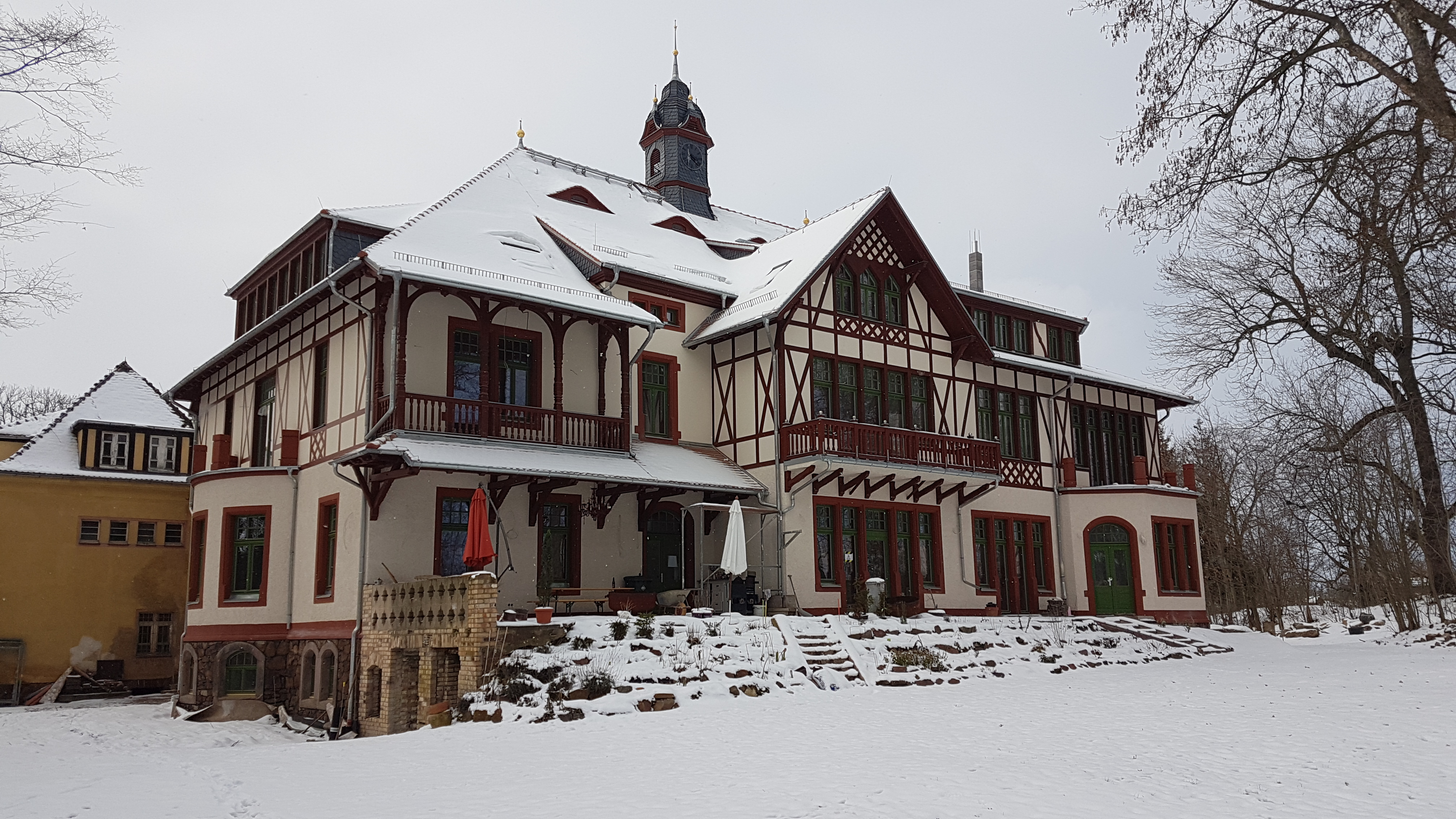
Elbisbach Arwedhof, von der Parkseite aus gesehen

1917 erwarb sie auf Rügen in Sellin eine Villa, um dort die Kriegszeit mit den Kleinkindern des Arwedhofs zu verbringen. Durch die Wirren der 20er Jahre und die Inflation musste der Arwedhof an die Stadt Leipzig übertragen werden.
Therese Roßbach verkaufte 1950 ihre Villa in Sellin. Sie starb mittellos 1953 im Alter von 92 Jahren und wurde in Sellin bestattet.

## Werke
- Erinnerungen an die Entstehung und Schicksale von Arvedshof. Erzählt zum 25-jährigen Jubiläum der Frauenschule im Sommer 1931, ohne Ortsangabe 1931 von Frau Therese verwitwete Baurat Dr. Roßbach, Sellin-Rügen, Villa Heimkehr.